# Vitis rotundifolia
Vitis rotundifolia är en vinväxtart som beskrevs av André Michaux. Vitis rotundifolia ingår i släktet vinsläktet, och familjen vinväxter.

## Underarter
Arten delas in i följande underarter:
- V. r. munsoniana
- V. r. pygmaea